# Grange d'Outre-Aube
La grange d'Outre-Aube est une grange située à Longchamp-sur-Aujon, en France.

## Localisation
La grange est située sur la commune de Longchamp-sur-Aujon, dans le département français de l'Aube.

## Historique
L'édifice est inscrit au titre des monuments historiques en 1998.